# SPOTV Prime
SPOTV Prime은 대한민국의 방송채널 사용사업자 에이클라 엔터테인먼트가 운영하는 스포츠전문 케이블TV 채널로 2017년 3월 3일부터 개국하였다. SPOTV Prime에서는 UFC와 NBA, EPL, NCAA, UEFA 챔피언스리그, UEFA 네이션스리그, MLB, KBL을 중계한다.

## 같이 보기
- SPOTV
- SPOTV2
- SPOTV Golf & Health
- SPOTV K